# Incidente dell'Antonov An-148 di VASO del 2011
Il 5 marzo 2011, un Antonov An-148 si spezzò in volo e precipitò alla periferia di Garbuzovo, un villaggio dell'Oblast' di Belgorod, in Russia. Tutti e sei i membri dell'equipaggio, le uniche persone a bordo, rimasero uccisi. L'aereo stava effettuando un volo dimostrativo prima di essere consegnato all'aeronautica militare birmana. L'indagine successiva concluse che l'aereo si era spezzato dopo che l'equipaggio gli aveva permesso di superare notevolmente la sua velocità massima progettuale durante una discesa di emergenza.

## L'aereo
Il velivolo coinvolto era un bireattore Antonov An-148-100E, c/n 41-03, con registrazione di prova 61708. Stava effettuando il suo 32º volo, in preparazione per la consegna alle forze aeree del Myanmar. Pochi giorni prima dell'incidente, questo tipo di aereo aveva ottenuto una certificazione estesa.

## L'incidente
L'An-148 era in volo dimostrativo locale dall'aeroporto Pridacha di Voronezh, in Russia, dove era stato costruito dal costruttore di aerei VASO. L'aereo era in fase di preparazione per la consegna alla Myanmar Air Force, di cui due rappresentanti erano a bordo. Gli altri quattro membri dell'equipaggio, tutti russi, erano due piloti e due ingegneri.
Alle 10:40 ora di Mosca, l'aereo precipitò a Garbuzovo, un piccolo villaggio nella regione di Alexeevsky dell'Oblast' di Belgorod, a circa 560 chilometri a sud di Mosca, mancando di poco alcune case.
I rottami vennero trovati disseminati lungo una pista di 3 chilometri, dopo che alcuni testimoni a terra avevano riferito di aver visto parti della cellula staccarsi prima dell'impatto. Nessuna delle sei persone a bordo sopravvisse.

## Le indagini
Il Ministero dell'Industria russo aprì un'inchiesta sull'incidente. Il Comitato Investigativo della Russia avviò un'indagine penale per stabilire se si fossero verificate violazioni delle norme di volo. I registratori di volo vennero recuperati e l'intero relitto venne trasportato all'impianto della VASO per essere esaminato.
L'indagine venne completata nell'aprile 2011 e concluse che l'equipaggio aveva inavvertitamente permesso all'aereo di accelerare oltre 59 nodi (109 km/h) al di sopra della sua velocità massima progettuale (VNE), durante una discesa di emergenza. Le sollecitazioni aerodinamiche anomale avevano superato la resistenza della cellula, inducendo oscillazioni a bassa frequenza che alla fine avevano provocato un cedimento strutturale e la rottura in volo. I fattori che contriburirono furono la mancanza di un adeguato coordinamento dell'equipaggio nell'esecuzione della discesa di emergenza, le deviazioni dalle procedure raccomandate e le indicazioni fuorvianti fornite dagli strumenti di volo di base al di fuori delle normali condizioni operative.